# Gita Gopinath
Gita Gopinath, född 8 december 1971 i Calcutta i Indien, är en indisk-amerikansk ekonom som innehar posten som first deputy managing director (första ställföreträdande chef) för den Internationella valutafonden (IMF) sedan 21 januari 2022. Hon arbetade som chefekonom på IMF från 2019 till 2022.
Innan hon kom till IMF arbetade Gopinath i ungefär 20 år i universitetsvärlden, bland annat på Harvarduniversitetet som universitetslärare på University of Chicago 2001–2005 och professor i internationella studier 2005–2022. Hon står också för ett delat ledarskap för programmet för makroekonomi och internationella finanser vid USAs National Bureau of Economic Research (nationella kontoret för ekonomisk forskning) och har dessutom arbetat som hedersrådgivare för regeringschefen i Kerala.